# 新御茶之水站
新御茶之水站（日语：／ Shin-ochanomizu eki */?）是位於日本東京都千代田區神田駿河台三丁目，屬於東京地下鐵千代田線的鐵路車站。車站編號是C 12。

## 歷史
- 1962年（昭和37年）：都都市交通審議會答申第6號提出東京8號線。
- 1964年（昭和39年）12月6日：建設省（現國土交通省）告示3379號將第6號答申的東京8號線定為東京9號線，並決定設置御茶之水站（暫稱）。
- 1969年（昭和44年）12月20日：帝都高速度交通營團（營團地下鐵）千代田線北千住－大手町間（9.9公里）開通，新御茶之水站開業。
- 2004年（平成16年）4月1日：營團地下鐵民營化，由東京地下鐵繼承本車站。
- 2013年（平成25年）：聖橋方向剪票口直通地面的電梯完成。
- 2014年（平成26年）8月1日：連通聖橋方向剪票口與月台的電梯完成。

## 轉乘站
本站與以下路線實施連絡運輸，可步行轉乘。
- 東京地下鐵丸之內線 - 淡路町站
- 東京都交通局（都營地下鐵）新宿線 - 小川町站
- 東日本旅客鐵道（JR東日本）中央線（快速）、中央·總武線（各站停車） - 御茶之水站

要前往丸之內線的淡路町站需從月台大手町側出口前往並穿越小川町站。若要搭乘往東京、新宿、荻窪方向的A線須先在池袋方向的B線剪票口進站後利用月台下連絡通道前往。基本上在南鄰的大手町站轉乘較為方便。
若是從千代田線綾瀨方向轉乘丸之內線池袋方向，由於步行時間較長，與大手町轉乘時間相差無幾。
另外，湯島側出口往丸之內線御茶之水站也可步行轉乘。過去曾有連絡運輸設定，但在小川町站開業後改為與淡路町站進行連絡運輸，取消御茶之水站的連絡運輸設定。因此，車站與車內轉乘資訊使用「淡路町接續丸之內線轉乘」這種與其他車站不同的描述方式。通常，同公司的轉乘路線會優先顯示，但在千代田線車輛的車內自動廣播、LED式車內資訊顯示器（JR東日本209系1000番台除外）與小田急4000形、JR東日本E233系2000番台車內自動廣播與LCD式車內資訊顯示器將該線轉乘擺在最後。在2015年更新的千代田線車內自動廣播與16000系LCD式車內資訊顯示器以丸之內線、都營新宿線、JR線的順序顯示，且丸之內線轉乘導覽省略「淡路町接續」。
JR御茶之水站只在利用本站與淡路町站時才可轉乘（但由於受到丸之內線御茶之水站影響，無法使用定期券轉乘）。

## 車站構造

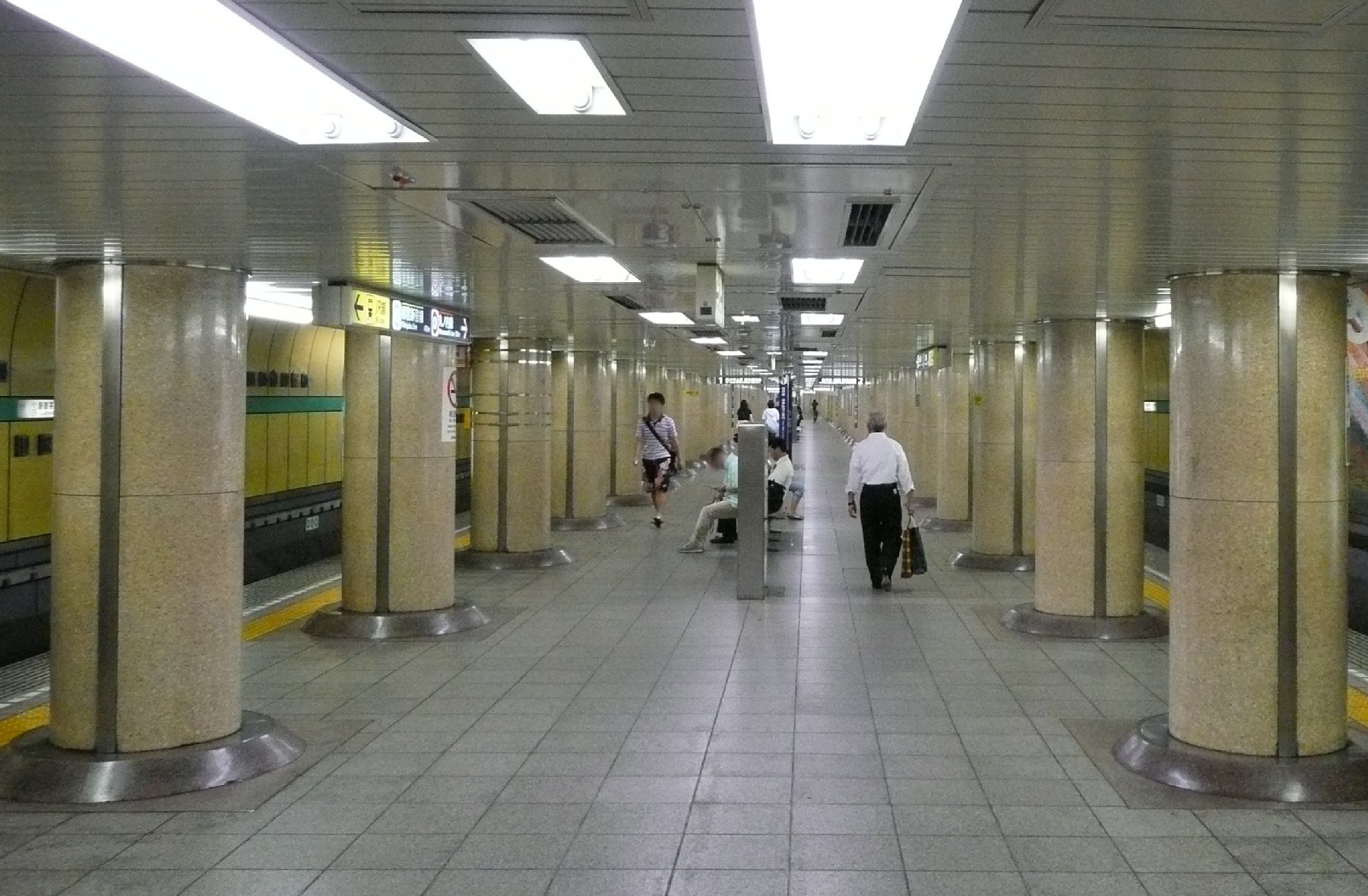
月台（2008年7月）

島式月台1面2線之地下車站。車站月台設有二十四節氣之壁畫。因位於坡道下方，南北深度不同，與綾瀨側（JR御茶之水站方向）的長電扶梯相比，代代木上原側電扶梯與階梯明顯較短。兩側皆設有輪椅專用升降機。
代代木上原側剪票口外大廳有電梯通往地面。
月台側壁曾在1997年至2001年進行改建工程，1號線側與2號線側壁面採用明亮的黃色以及和曆月份名與二十四節氣的馬賽克壁畫。1號線側牆壁還加上日期。

### 月台配置
| 月台 | 路線     | 目的地                         | 備註                                                                       |
| ---- | -------- | ------------------------------ | -------------------------------------------------------------------------- |
| 1    | 千代田線 | 大手町、代代木上原、唐木田方向 | 代代木上原站起直通 小田急線 （直通至 小田原線 本厚木站與 多摩線 唐木田站） |
| 2    | 千代田線 | 北千住、綾瀨、取手方向         | 綾瀨站起直通 常磐線（各站停車）                                            |

（來源：東京地下鐵:構內圖 （页面存档备份，存于））

## 利用狀況
2017年度1日平均上下車人次為97,514人，在東京地下鐵全部130個車站當中排名第43位。
近年1日平均上下車、上車人次變化如下表。
| 年度               | 1日平均 上下車人次 | 1日平均 上車人次 | 來源     |
| ------------------ | ------------------ | ---------------- | -------- |
| 1972年（昭和47年） | 73,137             | 36,177           |          |
| 1973年（昭和48年） | 81,694             | 38,558           |          |
| 1992年（平成04年） |                    | 72,904           | [ * 1 ]  |
| 1993年（平成05年） |                    | 70,863           | [ * 2 ]  |
| 1994年（平成06年） |                    | 68,523           | [ * 3 ]  |
| 1995年（平成07年） |                    | 66,279           | [ * 4 ]  |
| 1996年（平成08年） |                    | 63,712           | [ * 5 ]  |
| 1997年（平成09年） |                    | 61,784           | [ * 6 ]  |
| 1998年（平成10年） |                    | 60,447           | [ * 7 ]  |
| 1999年（平成11年） | 114,114            | 57,885           | [ * 8 ]  |
| 2000年（平成12年） | 110,965            | 56,351           | [ * 9 ]  |
| 2001年（平成13年） | 108,488            | 55,104           | [ * 10 ] |
| 2002年（平成14年） | 104,514            | 52,923           | [ * 11 ] |
| 2003年（平成15年） | 99,792             | 50,189           | [ * 12 ] |
| 2004年（平成16年） | 98,235             | 48,488           | [ * 13 ] |
| 2005年（平成17年） |                    | 46,827           | [ * 14 ] |
| 2006年（平成18年） | 92,102             | 45,477           | [ * 15 ] |
| 2007年（平成19年） | 95,890             | 47,085           | [ * 16 ] |
| 2008年（平成20年） | 95,280             | 47,033           | [ * 17 ] |
| 2009年（平成21年） | 93,042             | 46,118           | [ * 18 ] |
| 2010年（平成22年） | 91,459             | 45,353           | [ * 19 ] |
| 2011年（平成23年） | 88,444             | 44,041           | [ * 20 ] |
| 2012年（平成24年） | 85,981             | 42,527           | [ * 21 ] |
| 2013年（平成25年） | 90,832             | 45,090           | [ * 22 ] |
| 2014年（平成26年） | 91,798             | 45,603           | [ * 23 ] |
| 2015年（平成27年） | 93,653             | 46,508           | [ * 24 ] |
| 2016年（平成28年） | 94,811             | 47,099           | [ * 25 ] |
| 2017年（平成29年） | 97,514             |                  |          |

## 車站周邊
車站周邊有明治大學、日本大學、東京醫科齒科大學等學校，有「日本的拉丁區」之稱，是知名的學生街。另外也有許多樂器店與體育用品店、以及歷史悠久的醫院與舊書店。
- 新御茶之水大廈（日语：新御茶ノ水ビルディング）、御茶之水sola city（日语：御茶ノ水ソラシティ）（車站直通）
- 御茶之水站
- 駿台預備學校（日语：駿台予備学校）
- WATERRAS（日语：ワテラス）
- 三井住友海上駿河台大廈（日语：三井住友海上駿河台ビル）
- 日本足球協會大樓（日语：日本サッカー協会ビル）
  - 日本足球協會
  - 日本足球博物館
- 神田明神
- 湯島聖堂
- 尼古拉堂（日本正教會都主教座、本部）
- 東京醫科齒科大學（醫學部、齒學部）
  - 東京醫科齒科大學醫學部附屬醫院
  - 東京醫科齒科大學齒學部附属醫院（日语：東京医科歯科大学歯学部附属病院）
- 順天堂大學（醫學部）
  - 順天堂大學醫學部附屬順天堂醫院
- 明治大學（本部、駿河台校區）
- 日本大學（齒學部、理工學部、大學院法務研究科）
  - 駿河台日本大學醫院（日语：駿河台日本大学病院）
  - 日本大學綜合健診中心
  - 日本大學齒學部附屬齒科醫院（日语：日本大学歯学部付属歯科病院）
  - 日本大學卡薩爾斯音樂廳（日语：日本大学カザルスホール）
- 東京電機大學（出版局）
- 中央大學駿河台紀念館
- 山之上飯店
- 東京YWCA會館
- 井上眼科醫院
  - 井上眼科醫院附屬駿河台診療所
  - 井上眼科醫院附屬御茶之水、眼科診所
- 名倉診所
- 神尾紀念醫院
- 杏雲堂醫院
- 社團法人東京都教職員互助會三樂醫院（日语：三楽病院）
- 濱田醫院
- 新御茶之水站前郵便局
- 神田淡路町郵便局
- 小川町郵便局
- 神田郵便局（日语：神田郵便局）
- 聯合會館（日本勞動組合總聯合會本部）
- 神田古書店街
- 神田川
  - 聖橋
- 本鄉通
- 明大通
- 外堀通
- 國道17號
- 秋葉原電氣街 - 800公尺左右。

### 巴士路線
- 都營巴士 「御茶之水站前」巴士站（聖橋上）
  - 學07系統 往東大內
- 日立自動車交通（日语：日立自動車交通）
  - 「小川町交差点」巴士站（B4出入口東側） 千代田区「風車」內神田線 - 神田連雀、萬世橋出張所、岩本町一丁目、區營內神田住宅方向

## 相鄰車站
東京地下鐵
 千代田線
大手町（C 11）－新御茶之水（C 12）－湯島（C 13）

### 來源
東京都統計年鑑
1. ↑  .   [2017-04-23]. （原始内容存档于2013-08-15）.
2. ↑  .   [2017-04-23]. （原始内容存档于2013-02-03）.
3. ↑  .   [2017-04-23]. （原始内容存档于2013-02-03）.
4. ↑  .   [2017-04-23]. （原始内容存档于2013-02-03）.
5. ↑  .   [2017-04-23]. （原始内容存档于2013-02-03）.
6. ↑  .   [2017-04-23]. （原始内容存档于2016-03-04）.
7. ↑  東京都統計年鑑（平成10年）PDF
8. ↑  東京都統計年鑑（平成11年）PDF
9. ↑  .   [2017-04-23]. （原始内容存档于2016-03-04）.
10. ↑  .   [2017-04-23]. （原始内容存档于2016-03-04）.
11. ↑  .   [2017-04-23]. （原始内容存档于2017-07-29）.
12. ↑  .   [2017-04-23]. （原始内容存档于2017-07-29）.
13. ↑  .   [2017-04-23]. （原始内容存档于2017-07-29）.
14. ↑  .   [2017-04-23]. （原始内容存档于2017-07-29）.
15. ↑  .   [2017-04-23]. （原始内容存档于2017-07-29）.
16. ↑  .   [2017-04-23]. （原始内容存档于2017-07-29）.
17. ↑  .   [2017-04-23]. （原始内容存档于2017-07-29）.
18. ↑  .   [2017-04-23]. （原始内容存档于2016-03-26）.
19. ↑  東京都統計年鑑（平成22年）[永久]
20. ↑  東京都統計年鑑（平成23年）[永久]
21. ↑  東京都統計年鑑（平成24年）[永久]
22. ↑  東京都統計年鑑（平成25年）[永久]
23. ↑  .   [2017-04-23]. （原始内容存档于2017-07-30）.
24. ↑  .   [2019-01-09]. （原始内容存档于2018-11-09）.
25. ↑  .   [2019-01-09]. （原始内容存档于2019-05-02）.

## 外部連結
- 東京地下鐵 – 新御茶之水站 （页面存档备份，存于）（繁體中文）